# نسرين خانم
نسرين خانم هي زوجة السلطان العثماني عبد المجيد الأول. وُلدت في 1826 في بوتي، جورجيا، وتوفيت في 2 يناير 1853 في إسطنبول.

## الأبناء
- بهيجة سلطان